# 上海实业环境控股
上海實業環境控股有限公司，簡稱上海實業環境控股、上海實業環境，以及上實環境（英語：SIIC Environment Holdings Ltd.，SGX：BHK，港交所：807），於1996年由當時武漢凱迪電力股份有限公司，設立名為「武汉凯迪水务有限公司」，為上海實業控股有限公司旗下。

## 历史
該股份在2005年3月4日於新交所凱利板上市，前身為「亞洲水務有限公司」，招股價為0.275新加坡元，發行新股為3300萬股，集資額為910萬新加坡元。其後在2010年，被上海實業控股以约2.15亿港元收购新加坡上市的亚洲水务新股及可换股债券,上实控股占亚洲水务扩大后股本约77%，再在2012年6月，公司收购内地污水处理企业南方水务69.378%权益，总代价人民币4.093亿元。交易完成后，亚洲水务成为南方水务的大股东。2012年11月30日秋天，轉在新交所主板上市。
董事長為周军，首席執行官為冯骏。總部位於淡马锡道美年大厦#37-03新加坡邮区039192。業務為在國內經營水务和固廢。

## 連結
- 官方网站